# Szemölcsös kígyófélék
A szemölcsös kígyófélék (Acrochordidae) a hüllők (Reptilia) osztályába a  pikkelyes hüllők (Squamata) rendjében a kígyók (Serpentes) alrendjének egyik családja.
Egy nem tartozik a családba. A három, 50-200 centiméteres faj Indonéziában, illetve Ausztráliában él.

## Rendszertani felosztásuk
- Acrochordus nem (Hornstedt, 1787) –  3 fajjal:
  - ausztrál szemölcsöskígyó (Acrochordus arafurae)
  - kis szemölcsöskígyó (Acrochordus granulatus)
  - jávai szemölcsöskígyó (Acrochordus javanicus)